# Філіпень (Молдова)
Філіпень (рум. Filipeni) — село в Леовському районі Молдови. Утворює окрему комуну.
В селі є середня школа, в якій навчаються 478 учнів та є 13 комп'ютерів.